# Austroeme
Austroeme is een kevergeslacht uit de familie van de boktorren (Cerambycidae). De wetenschappelijke naam van het geslacht werd voor het eerst geldig gepubliceerd in 1966 door Martins, Chemsak & Linsley.

## Soorten
Austroeme omvat de volgende soorten:
- Austroeme femorata Martins, 1997
- Austroeme gentilis (Gounelle, 1909)
- Austroeme modesta (Gounelle, 1909)